# Pouy-Roquelaure
Pouy-Roquelaure è un comune francese di 146 abitanti situato nel dipartimento del Gers nella regione dell'Occitania.

## Società

### Evoluzione demografica
Abitanti censiti